# Cosimo Fanzago
Cosimo Fanzago (Clusone, 12. listopada 1591. - Napulj, 13. veljače 1678.) bio je talijanski arhitekt i kipar, općenito se smatra najvećim takvim umjetnikom baroknog razdoblja u Napulju, u Italiji.

## Biografija
Fanzago je rođen u Clusoneu (sadašnja pokrajina Bergamo) u obitelji ljevača bronce i arhitekata. Godine 1608., nakon kratkog boravka u Chietiju, preselio se u Napulj. Ovdje se (prema onome što je napisao 1612.) školovao za mramornog kipara (maestro di scultura di marmo) i zidara kod toskanskog kipara Angela Landija. Njegovo prvo važno djelo bio je nadgrobni spomenik Marija Carafe, rođaka kardinala Carafe. Njegov arhitektonski debi bio je dizajn San Giuseppe dei Vecchi a San Potito (dovršen 1669.).
Prema eseju o Fanzagovom životu grofa Fogaccia, u Napulju je dobio potporu benediktinaca, medinskog potkralja, princa Caracciola i kartuzijanaca, te je ubrzo otvorio vlastitu radionicu.
Navodno je simpatizirao Masaniellovu pobunu, a nakon povratka kraljevske vlasti, Fanzago je osuđen na smrt i morao je pobjeći u Rim, gdje je radio jedno desetljeće. Vratio se u Napulj i projektirao prvobitni tlocrt crkve Santa Maria Egiziaca a Pizzofalcone (izgrađena 1651. – 1717.). Ova crkva prikazuje tlocrt grčkog križa i nalikuje hibridu suvremenih baroknih remek-djela Berninija (kupola podsjeća na Sant'Andrea al Quirinale) i Borrominija (nacrt podsjeća na Sant'Agnese).
Projektirao je i crkvu Santa Teresa a Chiaia. Njegova posljednja velika crkva bila je Santa Maria Maggiore, izgrađena između 1653. i 1675. godine. Fanzago je umro u dobi od 87 godina. Jedan od njegovih učenika bio je Lorenzo Vaccaro.

## Glavna djela u Napulju
Njegovi radovi u Napulju uključuju:
- Guglia di San Gennaro: zavjetni toranj u čast zaštitnika Napulja.[2] Imitira velike prijenosne efemerne ukrase uobičajene u vjerskim procesijama
- model za druga dva istaknuta tornja, u čijem je planiranju pomogao (na Piazza del Gesù Nuovo i Piazza San Domenico Maggiore).[2] Bio je to takozvani "stup kuge"; to jest, toranj izgrađen u znak zahvalnosti što je bio pošteđen od nedavne epidemije.

| Guglie (tornjevi) Cosima Fanzaga u Napulju | Guglie (tornjevi) Cosima Fanzaga u Napulju | Guglie (tornjevi) Cosima Fanzaga u Napulju |
| ------------------------------------------ | ------------------------------------------ | ------------------------------------------ |
|                                            |                                            |                                            |
| San Gennaro, autor: Fanzago                | San Domenico, autor: Fanzago               | Immacolata, autori: Bottiglieri i Pagano   |

- Opsežan rad na Certosa di San Martino, uključujući spektakularno središnje dvorište s velikim portalima i poprsjima kartuzijanskih svetaca. Crkva i klaustri smatraju se njegovim remek-djelom.[2] Kartuzijanci su za 33 godine rada Fanzagu isplatili 57.000 dukata. Između 1660. i 1700. napuljskim sudovima vijugala je tužba zbog navodnog premalog plaćanja redovnika.[3]
- Pročelja ili detalji pročelja brojnih crkava, kapela i građanskih zgrada, uključujući Santa Maria degli Angeli (u blizini Botaničkog vrta), anonimna djela unutar Napuljske katedrale, Chiesa dell'Ascensione a Chiaia (1622.); pročelje Santa Maria della Sapienza (1638–41); brončana vrata kapele kraljevske riznice; i izvorni dizajn crkve San Francesco Saverio (sada San Ferdinando, preko puta trga od Kraljevske palače);
- Kapela Cacace i kapela Svetog Ante u San Lorenzo Maggiore.
- Oltari unutar crkava, kao što su Santa Maria la Nova, Santi Severino e Sossio, Santa Maria di Costantinopoli i crkva San Pietro a Maiella (gdje se sada nalazi glazbeni konzervatorij).
- Javne fontane, uključujući Fontanu del Gigante u blizini Santa Lucije i fontanu Sebeto u Mergellini.
- Villa Donn'Anna u Posillipu.[2]
- Brojna djela izvan Napulja, uključujući unutar benediktinske opatije Montecassino i San Nicola u Veneciji.

## Reference
1. ↑  Rudolf Wittkower, pages 303-4.
2. 1 2 3 4  Acton, Harold. 1957. The Bourbons of Naples (1731-1825). Faber and Faber. London. str. 5. ISBN 9780571249015
3. ↑  Napoli, Nicholas. 2012. Artists, Patrons, and Trust in Seventeenth-Century Naples: The Case of the Certosa di San Martino. California Italian Studies. 3 (1). Pristupljeno 5. veljače 2014.

## Vanjske poveznice
- Web galerija umjetnosti
- Jusepe de Ribera, 1591.-1652., cjeloviti katalog izložbe iz Muzeja umjetnosti Metropolitan, koji uključuje materijal o Cosimu Fanzagu (vidi indeks)